# Carolinum (Frankfurt am Main)
Das Carolinum, seit 1976 offiziell das Zentrum der Zahn-, Mund- und Kieferheilkunde (Carolinum) (ZZMK) der Johann Wolfgang Goethe-Universität Frankfurt am Main:87, wurde am 16. Oktober 1890 aufgrund einer Stiftung von Hannah Luise von Rothschild als medizinische und zahnärztliche Einrichtung zur Beratung und Behandlung bedürftiger Menschen eröffnet. Den Namen der Stiftung wählte Hannah Louise zum Andenken an ihren Vater Mayer Carl von Rothschild, dessen Todestag sich am Eröffnungstag zum vierten Mal jährte. Die Gründung des Carolinum reiht sich ein in die Tradition der vielen aus Stiftungen hervorgegangenen Jüdischen Krankenhäuser in Frankfurt am Main und in die nicht zuletzt durch jüdische Stifter und Stiftungen ermöglichte Gründung der Frankfurter Universität im Jahre 1914.

## Von der Gründung des Carolinum bis 1933

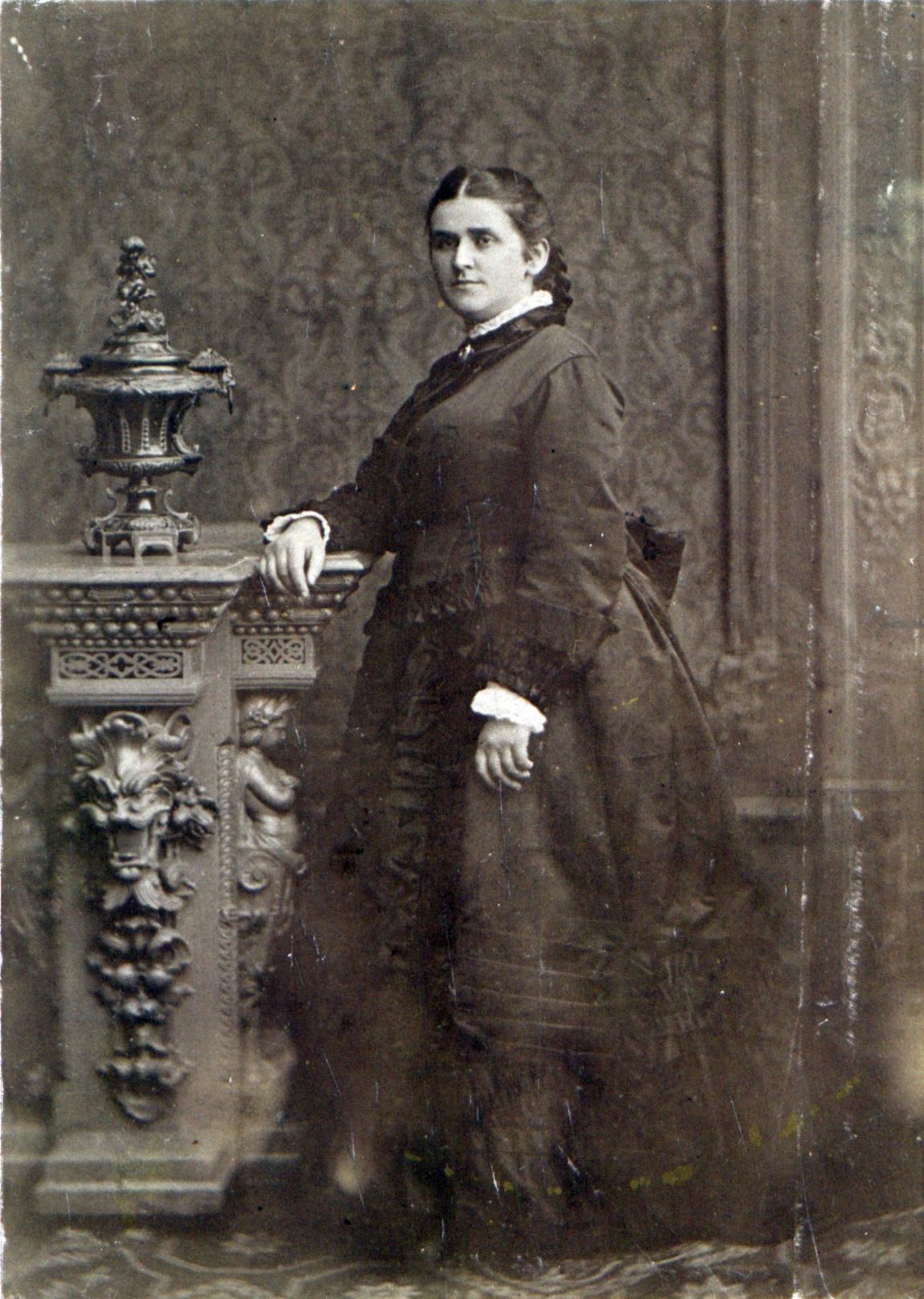
Hannah Louise von Rothschild

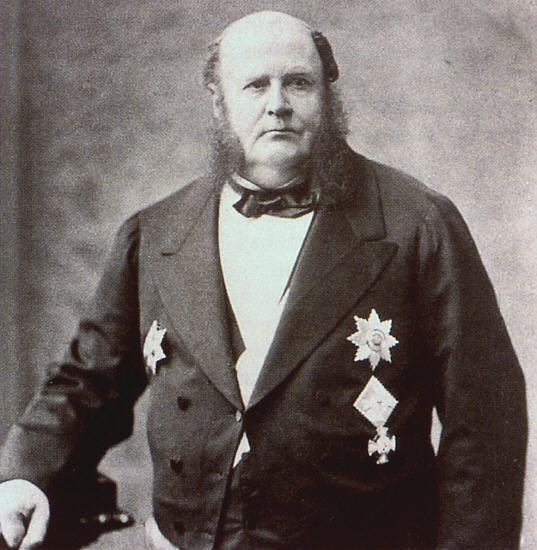
Mayer Carl Freiherr von Rothschild, der Namensgeber des Carolinum

Das Carolinum hatte seinen ersten Sitz in der Bürgerstraße 7, der heutigen Wilhelm-Leuschner-Straße, unweit des Rothschildpalais, das heute das Jüdische Museum Frankfurt beherbergt. Es verfügte ursprünglich über eine medizinische Abteilung für die ambulante und stationäre Behandlung und über eine zahnärztliche Abteilung. In beiden Abteilungen sollten Bedürftige unentgeltlich behandelt werden.:7 „Die Heilanstalt Carolinum entstand nach dem Muster einer Klinik in Paris, die Hannah Louise von Rothschild kennengelernt hatte. Im Carolinum war ein ärztliches Ambulatorium mit einer Krankenstation und eine Zahnklinik zusammengefaßt, die nach einer Anregung des amerikanischen Zahnarztes Adams eingerichtet wurde. Weiterhin übernahm die Anstalt die Erziehung und Pflege von drei bis vier Waisenkindern. Die Stifterin widmete sich besonders der Arbeit in der Zahnklinik.“:27
Nach dem frühen Tod der Stifterin im Jahre 1892 musste die Stiftung neu geordnet werden; die Aufsicht über sie wurde der Stadt Frankfurt übertragen. Johann Jacob de Bary (1840–1915), der zuvor schon Hannah Louise unterstützt hatte, wurde 1893 Vorsitzender des Carolinum-Stiftungsvorstands und blieb das bis zu seinem Tod im Jahre 1915.:30 Seine Tochter Luise (Louise Caroline) de Bary (1875–1964) war die langjährige Oberin der Einrichtung. „Schwester Luise de Bary trat ihren Dienst zum 1. Januar 1910 an. Der tüchtigen und engagierten Oberin oblag das Kassenwesen und die Vorratshaltung. Selbst nach ihrer Pensionierung am 1. April 1940 blieb sie dem Carolinum noch bis zum 30. April 1945 als planmäßige Oberschwester erhalten. Der Einrichtung bis zu ihrem Tod 1964 verbunden, unterstützte Luise de Bary u.a. die Anschaffung von Fachbüchern für die Bibliothek.“
Am 1. April 1893 wurden der Stiftung Carolinum auf Grund der Statuten vom 28. Dezember 1892 durch einen königlichen Erlass die Rechte einer juristischen Person verliehen. Im gleichen Jahr 1893 musste auch das Gebäude der Einrichtung erweitert werden:29. Im Jahre 1908 wurde die medizinische Abteilung aufgegeben:31 und das Carolinum ausschließlich als zahnmedizinische Einrichtung fortgeführt. Zuvor schon, 1905, war das Carolinum von der Stadt eingeladen worden, sich als Stiftung an den geplanten Erweiterungsbauten für die Städtischen Kliniken auf dem Sandhof-Gelände zu beteiligen. In der Folge entstanden die heute noch bestehenden Gebäude um den alten Haupteingang zum Klinikum in der Ludwig-Rehn-Straße. Das Hauptgebäude erhielt den Namen Carolinum. Die Zahnklinik belegte dort das Erdgeschoss und das Kellergeschoss. In die anderen Etgen zogen die städtische Ohrenklinik und die städtische Klinik für Nasen- und Halskrankheiten einzogen.:33–34

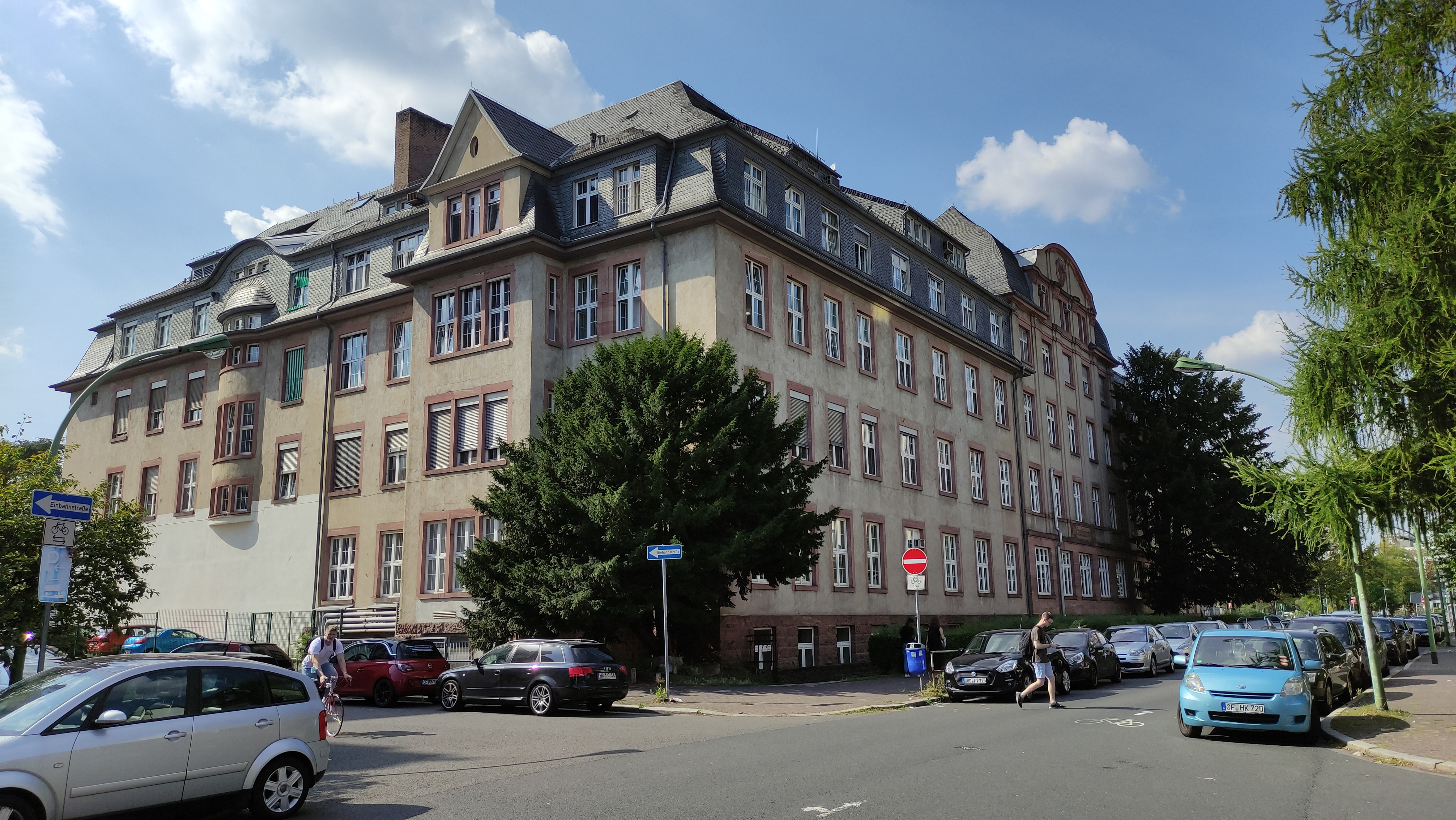
Der Gebäudekomplex von 1910 an der Ludwig-Rehn-Straße
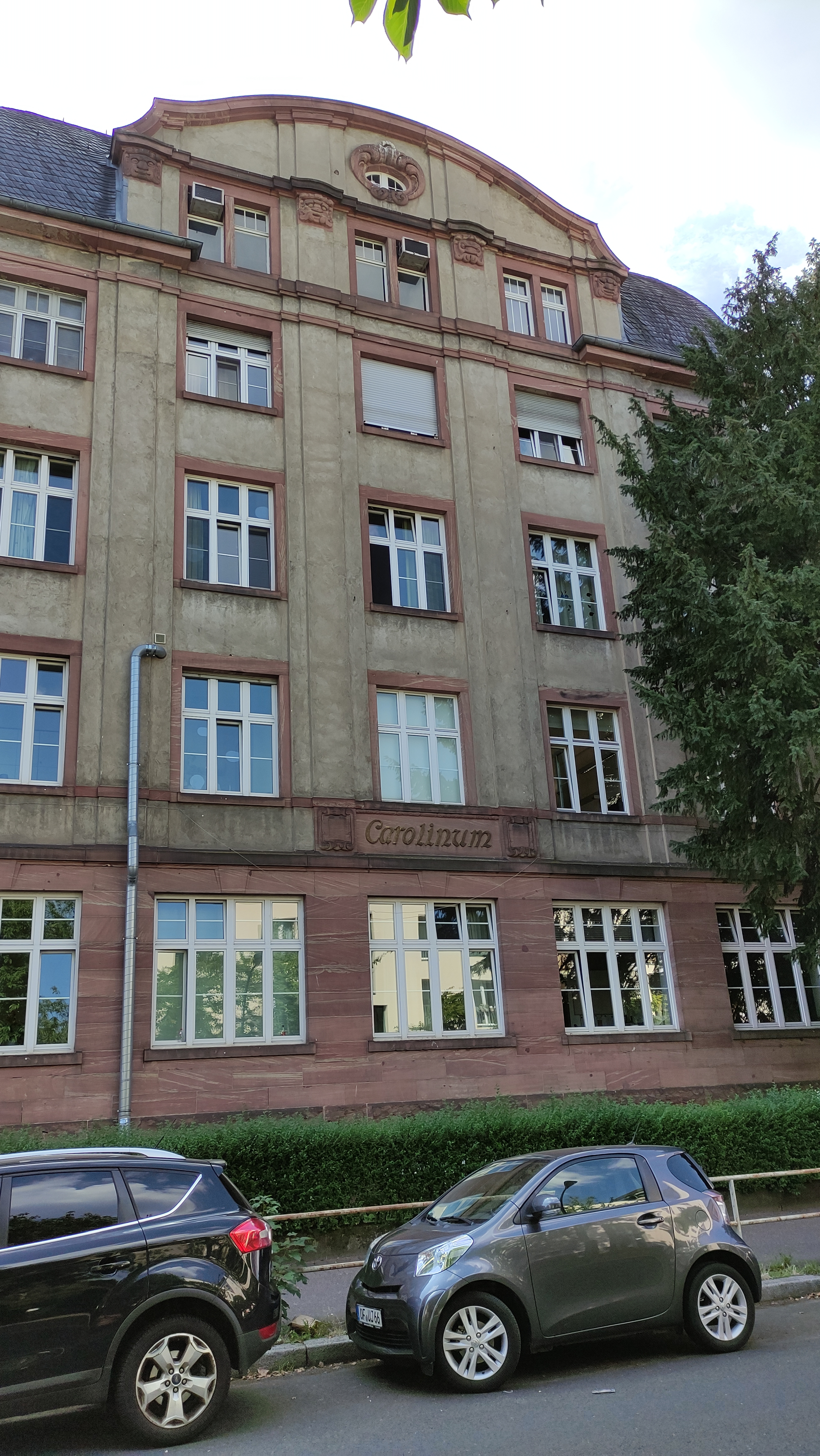
Der dem Carolinum vorbehaltene mittlere Gebäudekomplex von 1910 an der Ludwig-Rehn-Straße
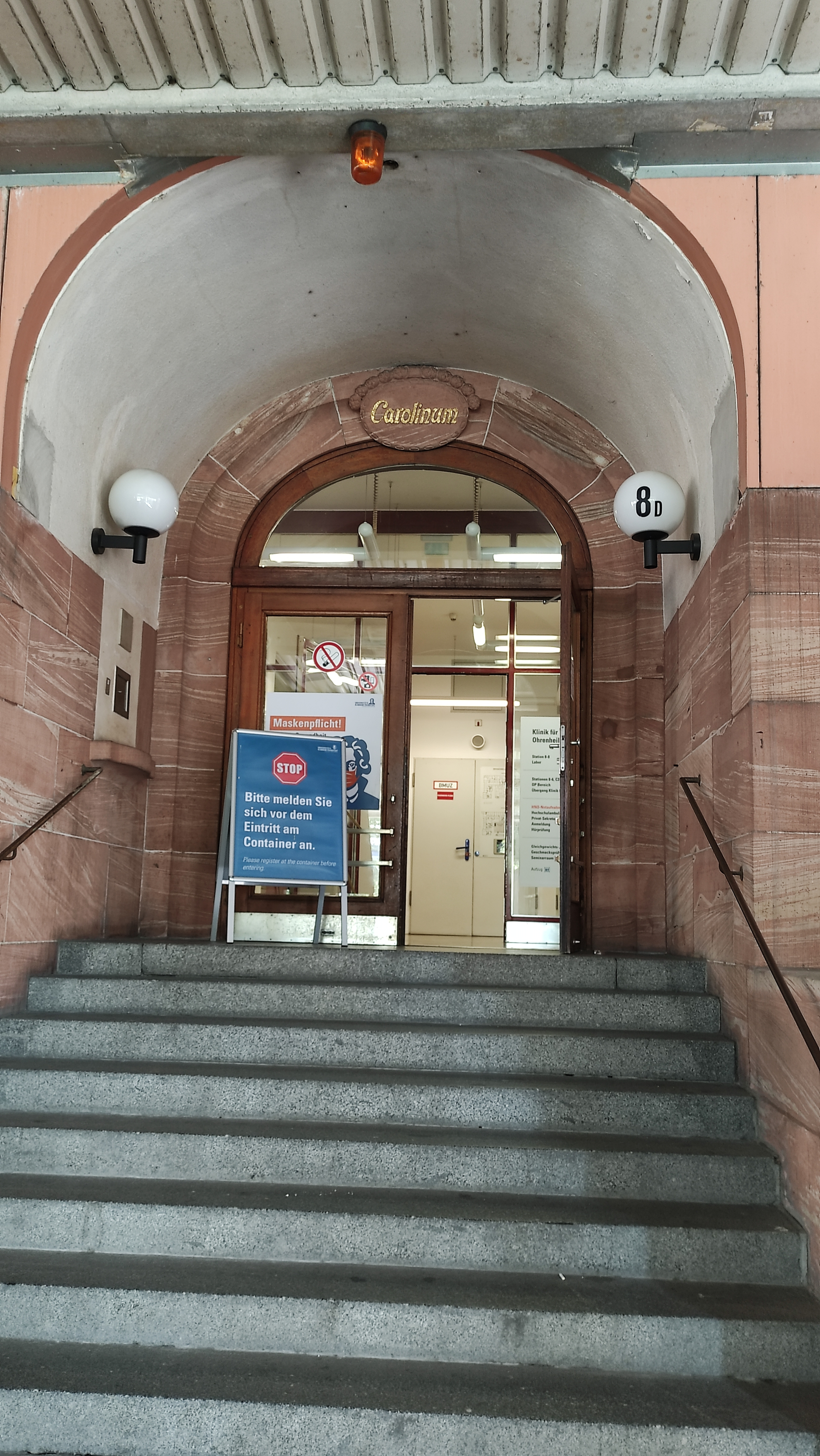
Eingang zum Carolinum auf der Hofseite des Gebäudekomplexes an der Ludwig-Rehn-Straße

Dem 1910 erfolgten Umzug an den neuen Standort, an dem das Carolinum bis zum Bezug eines Neubaus im Jahre 1978 verblieb:35–36, ging 1908 eine Satzungsänderung der Stiftung voraus, in der als deren künftige Aufgaben festgelegt wurden:
- „Unentgeltliche Beratung und Behandlung Zahnkranker,
- Unentgeltliche Lieferung von Gebissen und Ersatzstücken an Unbemittelte,
- Zahnärztliche Untersuchung der die Bürgerschulen der Stadt besuchenden Kinder,
- Ausbildung und Weiterbildung von Studierenden der Zahnheilkunde und Zahnärzten.“[1]:35

Der letzte Punkt war ein Vorgriff auf eine Entwicklung, die von Bürgermeister Franz Adickes zwar schon früher in Gang gesetzt worden war, aber erst 1914 Wirklichkeit wurde: die Gründung der Königlichen Universität zu Frankfurt am Main, aus der später die Goethe-Universität wurde. Das Carolinum war von Beginn an Teil der Frankfurter Stiftungsuniversität. Kriegsbedingt konnte der Lehrbetrieb aber erst am 1. April 1915 aufgenommen werden. Die Stiftung hatte sich außerdem einen Sitz im Großen Rat der Universität ausbedungen, dem obersten Selbstverwaltungsorgan der Stiftungsuniversität. Diesen Sitz begleitete Ferdinand Pachten, der nach de Barys Tod von 1915 bis 1944 Vorsitzender der Stiftung war. Am 17. Mai 1915 wurde zudem August de Bary an Stelle seines verstorbenen Vaters in den Stiftungsvorstand gewählt.:39
Die Stiftung Carolinum hatte ihr Vermögen weitgehend für den Neubau der Zahnklinik verbraucht und musste deshalb 1915 ihre Statuten ändern, um sich neue Einnahmequellen zu erschließen. Fortan gehörte auch die Ausübung zahnärztlicher Tätigkeiten gegen Entgelt zu ihren Aufgaben und half, die Existenz des zahnärztlichen Universitätsinstituts zu sichern. 1916 war dann Otto Loos der erste Professor der Zahnklinik, dem nach Bleibeverhandlungen das Recht der Privatliquidation zugestanden wurde.:41–42
In den frühen 1920er Jahren geriet das Carolinum in größere finanzielle Schwierigkeiten, die fast zu einer Schließung der Klinik geführt hätten. Die Gefahr konnte durch mehrere Spenden aus der Bürgerschaft und durch eine größere Zuwendung der Stifterfamilie Rothschild abgewendet werden.:43 Zugleich wurde 1920 die Kieferorthopädie in den Ausbildungskanon aufgenommen.:44
Die steigenden Studentenzahlen erzwangen Ende der 1920er Jahre einen Ausbau der Zahnklinik. Am 30. Oktober 1930 wurde deshalb ein Erweiterungsbau als Anbau zum bestehenden Carolinum-Gebäude in Betrieb genommen.:44

## Das Carolinum in der Zeit des Nationalsozialismus
Der nationalsozialistische Machtantritt brachte für das Carolinum Einschnitte auf verschiedenen Ebenen. Sichtbarstes Zeichen war zunächst die 1934 gegen den Widerstand des Stiftungsvorstandes erzwungene Ruhestandsversetzung von Erich Feiler:49–50, der aber das einzige Carolinum-Mitglied auf der Liste der in der NS-Zeit verfolgten und vertriebenen Wissenschaftler der Medizinischen Fakultät der Goethe-Universität bleiben sollte.
1934 und 1936 traten staatliche Zulassungsbeschränkungen in Kraft, die auch am Carolinum zu einem Rückgang der Studentenzahlen führten.:47 Rektor Platzhoff erblickte 1939 in seinem Rechenschaftsbericht darin eher einen Vorteil, weil dadurch labortechnische Erweiterungen möglich geworden seien. 1939 musste das Carolinum einen Teil seines Gebäudes der Wehrmacht zum Aufbau einer eigenen zahnärztlichen Ambulanz überlassen werden, und die Raumnot verschlimmerte sich noch durch den Umbau der Kellerräume zu Luftschutzräumen. Infolge der Luftangriffe auf Frankfurt am Main in der Zeit zwischen Oktober 1943 und September 1944 kam es dann zu gravierenden Beschädigungen am Klinikgebäude und zu Opfern unter den in den Luftschutzräumen untergebrachten Patienten. Anfang 1945 wurde der Betrieb im Stiftungsbeäude ganz eingestellt und in Ersatzgebäude ausgelagert.:48–49
Entscheidender für den Fortbestand des Carolinum waren aber die politischen Auseinandersetzungen um sie, denn die jüdische Stiftung Carolinum war den Nationalsozialisten ein besonderer Dorn im Auge. Angesichts der Zeitumstände grenzt es an ein Wunder, dass „es der Stiftung dennoch gelang, Namen und Trägerschaft des Zahnärztlichen Universitäts-Instituts zu erhalten und im Besitz der Stiftungsgebäude zu bleiben“.:49 Nach Windecker häuften sich die Angriffe gegen die Stiftung ab dem Jahr 1936 und führten 1938 zu deren ernsthafter Bedrohung. Anlass war die staatlicherseits verlangte Eingliederung aller jüdischen Stiftungen in die Reichsvereinigung der Juden in Deutschland, die Abberufung jüdischer Vorstandsmitglieder und die Namensänderung, sofern der Stiftungsname auf jüdische Stifter hindeutete. Im Falle des Carolinum betraf das eine Mayer Carl von Rothschild gewidmete Inschrift im Eingang des Klinikgebäudes. Drohmittel des Staats waren der drohende Verlust der Steuerfreiheit und die rückwirkende Belegung mit Erbschaftssteuer.:51–52 Die Stiftung beugte sich im Sommer 1938 dem Verlangen nach der Entfernung der Erinnerungstafel durch einen für die damaligen Verhältnisse sehr kritischen Vorstandsbeschluss, der aber nur protokolliert wurde und nicht für die Öffentlichkeit bestimmt war. Letztlich blieb durch ihn nur der Text der entfernten Inschrift der Nachwelt erhalten.:52–53
1939 verstärkte sich dann der Druck wegen des Namens, dem sich der Vorstand aber nicht beugte und darauf verwies, dass der Name Carolinum ortsüblich sei „und das Publikum keine Kenntnis von den Zusammenhängen mit der Familie Rothschild hat.“ Es wurde gar mit einer Rückziehung der dem Wehrmachtslazarett zur Verfügung gestellten Mittel gedroht. Völlig überraschend ließ sich die Stadt Frankfurt jedoch darauf ein und erklärte sich im Dezember 1939 mit der Beibehaltung des Namens der Stiftung einverstanden, wenn im Gegenzug der Name des jüdischen Stifters aus der Satzung gestrichen würde.:54 Der Vorstand ließ sich darauf ein, konnte aber bei der Stiftungsaufsicht Ende März 1940 auch Satzungsänderungen durchsetzen, die die Gefahr bannten, dass das Vermögen der Stiftung an den Staat fallen könnte.

„Nachdem durch eine mutige und geschickte Politik des Vorstandes die Eingliederung des Carolinum in die „Reichsvereinigung der Juden“ verhindert und der Name der Stiftung erhalten werden konnte, minderte sich im weiteren Fortschreiten des Zweiten Weltkriegs der Druck, dem die Stiftung Carolinum wegen einer Übernahme des Klinikbetriebs durch die Universität und der Stiftungsgebäude durch die Stadt ausgesetzt war.“

Ob dieser Erfolg der Stiftung neben der „mutigen und geschickten Politik des Vorstandes“ vor allem auch dem Entgegenkommen von Frankfurts NS-Oberbürgermeister Friedrich Krebs zu verdanken war, wie Windecker behauptet:55, ist allerdings fraglich. Es dürfte dabei sicher ebenso eine Rolle gespielt haben, dass längst schon nicht mehr von einer jüdischen Stiftung gesprochen werden konnte. Juden konnten zu diesem Zeitpunkt in Deutschland keinerlei Rechte mehr geltend machen, und der Vorstand der Stiftung bestand immer schon überwiegend aus nicht-jüdischen Persönlichkeiten. Das traf auf die de Barys ebenso zu wie auf Ferdinand Pachten oder Alfred Lotichius Der NS-Administration saßen also immer Arier als Verhandlungspartner gegenüber, und ihnen nachzugeben wog sicherlich weniger schwer, zumal, wenn dadurch ein funktionierendes Klinikum in Kriegszeiten am Laufen gehalten werden konnte. Mit der Streichung des Namens der Rothschilds aus der Satzung und der Entfernung der Gedenktafel hatten die Nazis faktisch ihren symbolischen Sieg über die jüdischen Ursprünge der Stiftung errungen, und der Name Carolinum, den auch der Stiftungsvorstand als „keineswegs jüdisch“ einstufte:54, hätte gerade in Frankfurt ebenso gut als Hommage an Carolus Magnus durchgehen können.
Auch formell wurden im Juni 1944 alle Änderungen am Status quo bis zum Kriegsende ausgesetzt, die Stadt leistete wieder Zuschüsse und ein städtischer Vertreter zog in den Stiftungsvorstand ein.:55 Ferdinand Pachten, seit 51 Jahren im Stiftungsvorstand, trat aus persönlichen Gründen und aufgrund seines hohen Alters als Vorstandsvorsitzender der Stiftung zurück. Sein Nachfolger wurde sein bisheriger Stellvertreter August de Bary.:56 Auf der Webseite über die Jüdischen Krankenhäuser in Frankfurt heißt es dazu: „Durch das geschickte Agieren des von Jakob de Barys Sohn Dr. Dr. August de Bary geleiteten nichtjüdischen Vorstands überdauerte das Carolinum als einzige Frankfurter jüdische Stiftung den Nationalsozialismus.“ De Bary amtierte bis 1953 als Vorstandsvorsitzender der Stiftung.:141

## Das Carolinum nach der NS-Zeit
Nach dem Ende des Zweiten Weltkriegs war das Carolinum – wie die Universität Frankfurt insgesamt – durch die amerikanische Militärregierung stillgelegt worden. Die Professoren Alfred Kühn und Curt Scheidt wurden wegen ihrer Zugehörigkeit zur NSDAP sofort entlassen. Im März 1946 folgte die Entlassung des als Mitläufer eingestuften Konrad Thielemann, der aber 1952 wieder zum außerplanmäßigen Professor ernannt wurde. Zum Sommersemester 1946 nahm das Carolinum wieder den Lehrbetrieb auf.:57
Bereits seit 1910 war an dem damals neu eröffneten Carolinum (siehe oben) die erste Frankfurter Schulzahnklinik eröffnet worden, aus deren Arbeit heraus 1923 Hans Joachim Tholuck das sogenannte „Frankfurter System“ der schulzahnärztlichen Betreuung entwickelte. An diese Tradition knüpften Stadt und Carolinum im Mai 1946 mit der Bildung einer Arbeitsgemeinschaft erneut an, in deren Rahmen dann am Carolinum wieder eine Jugendzahnärztliche Abteilung gegründet wurde.:61 1947 übernahm die Stadt den Schulzahnärztlichen Dienst dann in Eigenregie.:68
Nach der Beseitigung der Kriegsschäden standen die Jahre 1948 bis 1967 ganz im Zeichen des Wiederaufbaus und der Erweiterung des Carolinum.

„Im Rückblick stellen die beiden Jahrzehnte von 1948 bis 1967 eine Entwicklungsphase des Zahnärztlichen Universitäts-Instituts auf dem Weg vom alten Stiftungsgebäude in der Ludwig-Rehn-Straße zum Neubau des ZZMK (Carolinum) im Bereich des Universitätsklinikums dar. Schon seit der Mitte der dreißiger Jahre waren sich alle Beteiligten darüber einig, daß die Raumprobleme des Carolinum letztendlich nur auf diesem Weg geiösl werden konnten.“

Es dauerte allerdings noch einmal knapp 10 Jahre, bevor das Carolinum das alte Stiftungsgebäude verlassen und 1978 seinen dritten Standort in einem Neubau auf dem Klinikumgelände beziehen konnte.
Bereits 1954 hatte die Stiftung eine Satzungsänderung vorgenommen, durch die die 1940 erfolgten Eliminierungen der Namen der Stifterfamilie aus der Satzung aufgehoben wurden. In einer Präambel wurde fortan an die Stifterin Hannah Louise und ihren Vater Mayer Carl von Rothschild erinnert. Festgeschrieben wurde außerdem, dass die Stiftung ausschließlich und unmittelbar gemeinnützige Zwecke durch das von ihr betriebene Universitäts-Institut verfolgen dürfe.:73 Das Konstrukt eines von einer rechtlich selbständigen Stiftung betriebenen Universitäts-Instituts sorgte allerdings in der Folge noch für Komplikationen. Am 1. Januar 1967 wurde aus der Frankfurter Stifter- und Bürgeruniversität eine Landesuniversität. Die Bestimmungen des dazu geschlossenen Überleitungsvertrags erwiesen sich jedoch in zentralen Punkten als nicht vereinbar mit der Satzung der Stiftung, weshalb das Carolinum nicht in die Trägerschaft des Landes überging, sondern „als eine selbständige Einrichtung mit besonderer Rechtsnatur unter der Trägerschaft der Stiftung Carolinum innerhalb des Klinikums der Universität bestehen“ blieb.:78 Nach dem 1970 in Kraft getretenen Hessischen Universitätsgesetz stand auch wieder die Frage der Übernahme des Carolinum durch das Land Hessen an. Im Februar 1981 schlossen Stiftung und Land einen Vertrag, der regelte, dass die Trägerschaft für das inzwischen gegründete Zentrum der Zahn-, Mund- und Kieferheilkunde (Carolinum) weiterhin bei der Stiftung verbleiben soll. Damit war für das ZZMK (Carolinum) zugleich der Status eines Medizinischen Zentrums der Goethe-Universität gesichert.
Laut einer Stele auf dem Gelände vor dem ZZMK (Carolinum) wurde das ZZMK bis 2012 von der Stiftung betrieben, seitdem von einer gemeinnützigen GmbH der Goethe-Universität. Die weiterhin aktive Stiftung fördert das Carolinum.

## Das Carolinum, die Brezel und der Apfelwein

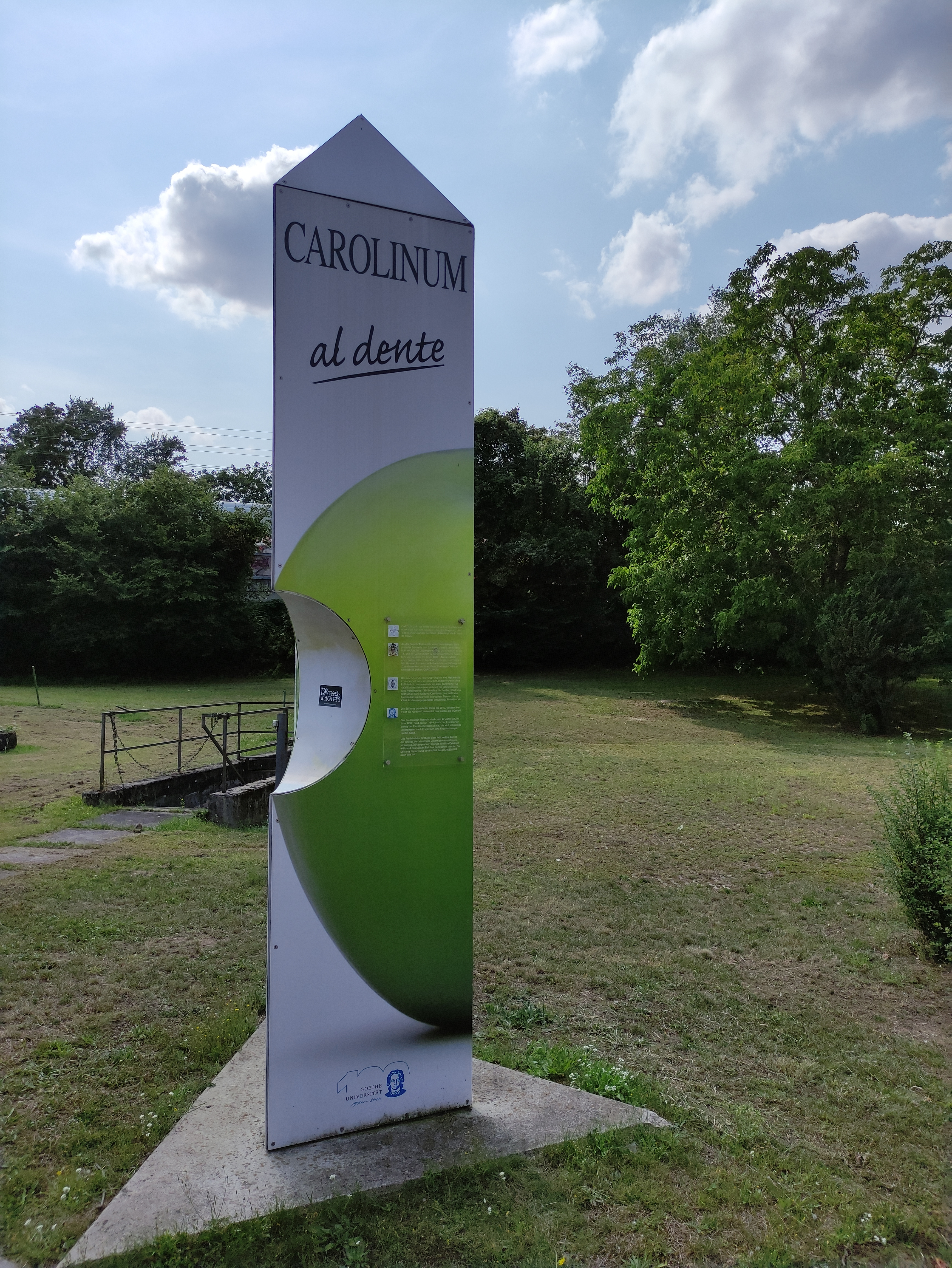
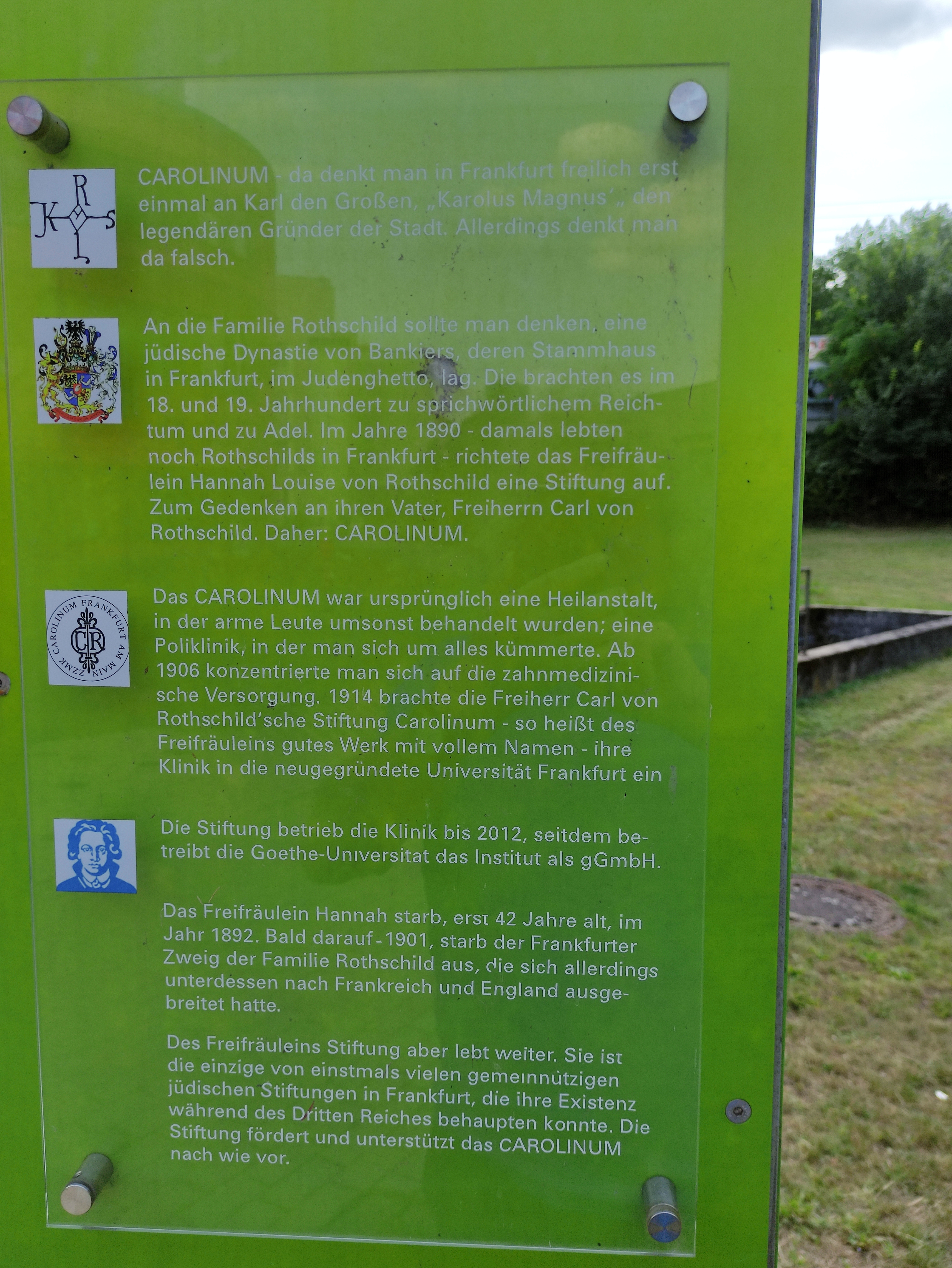
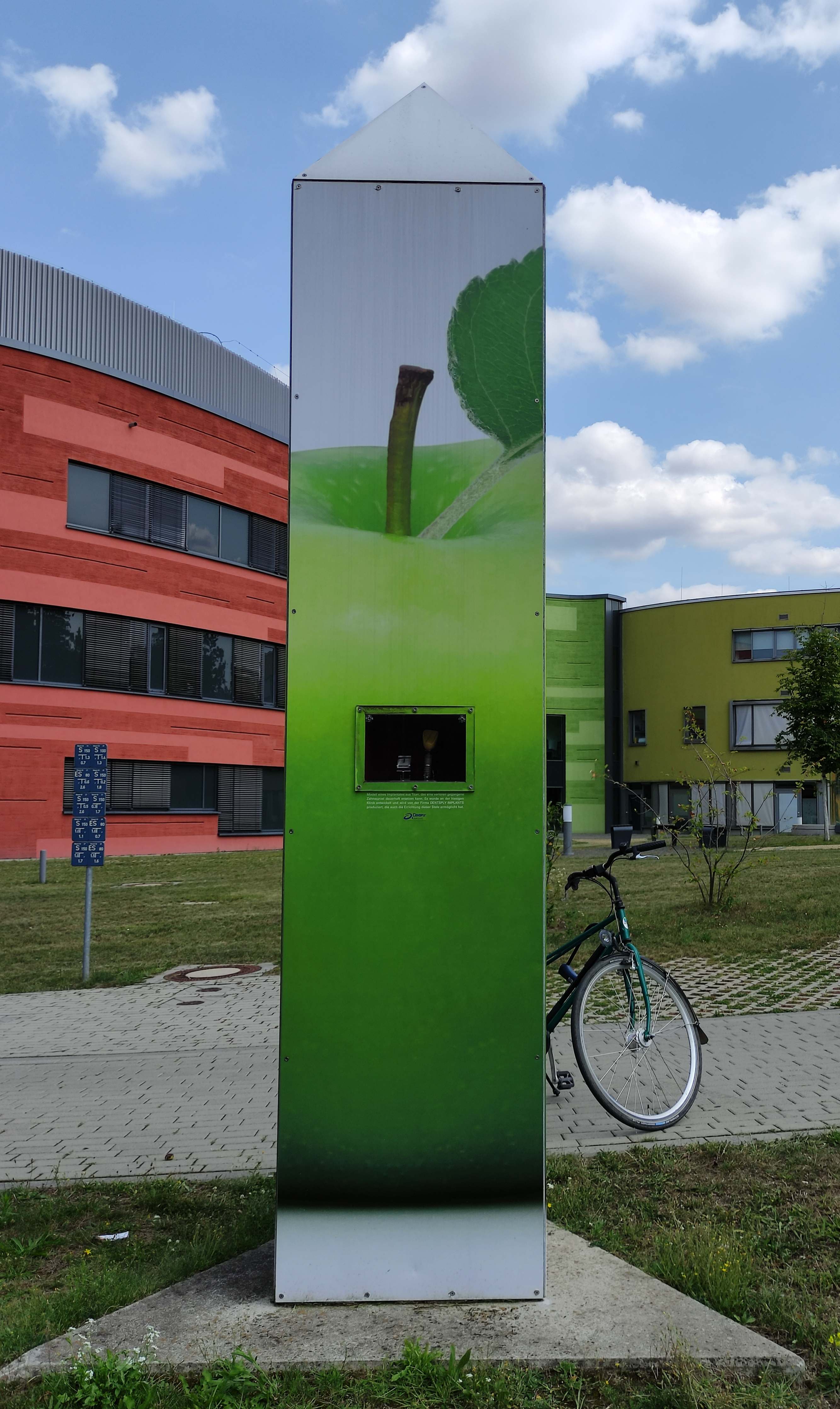
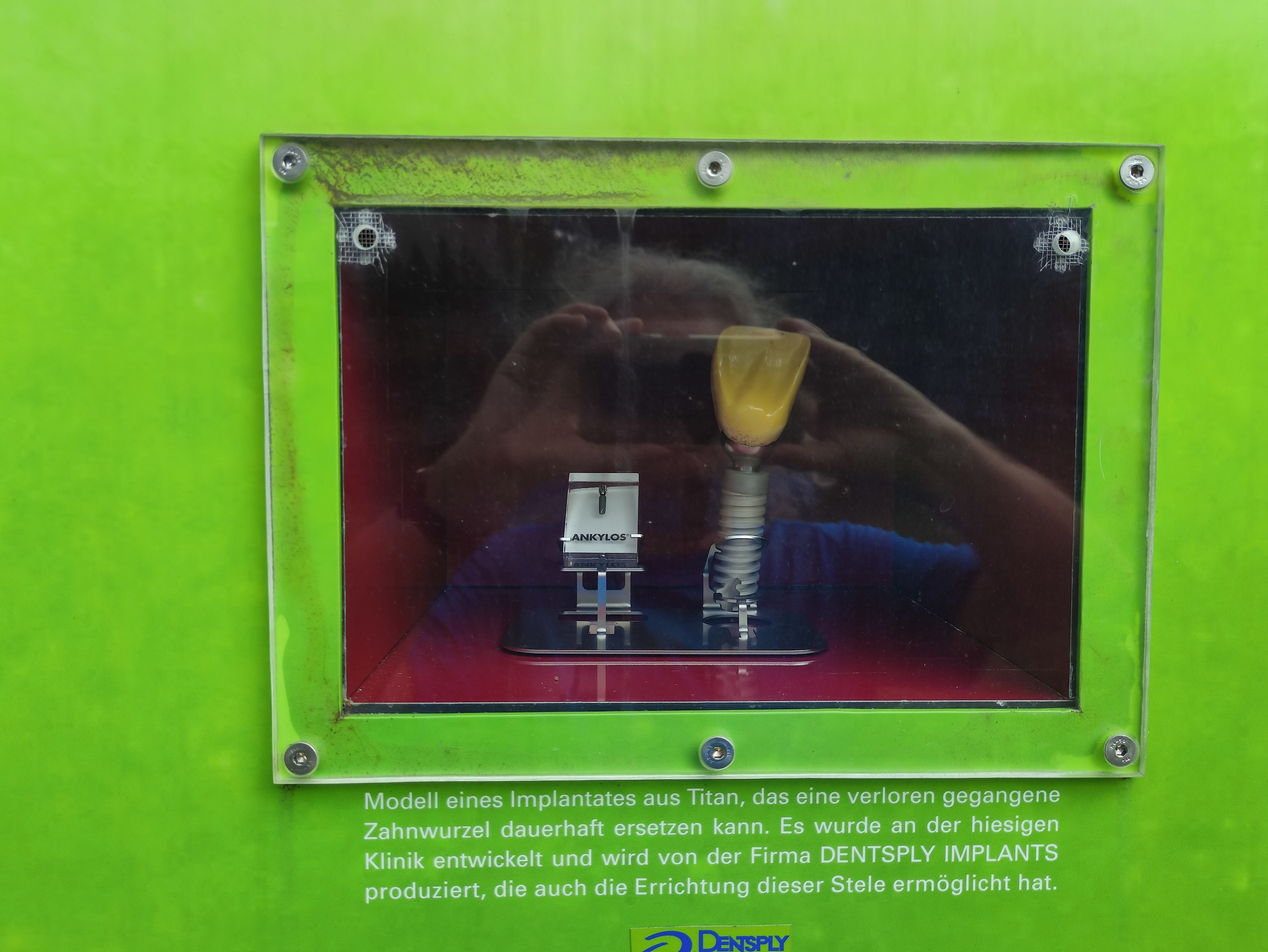
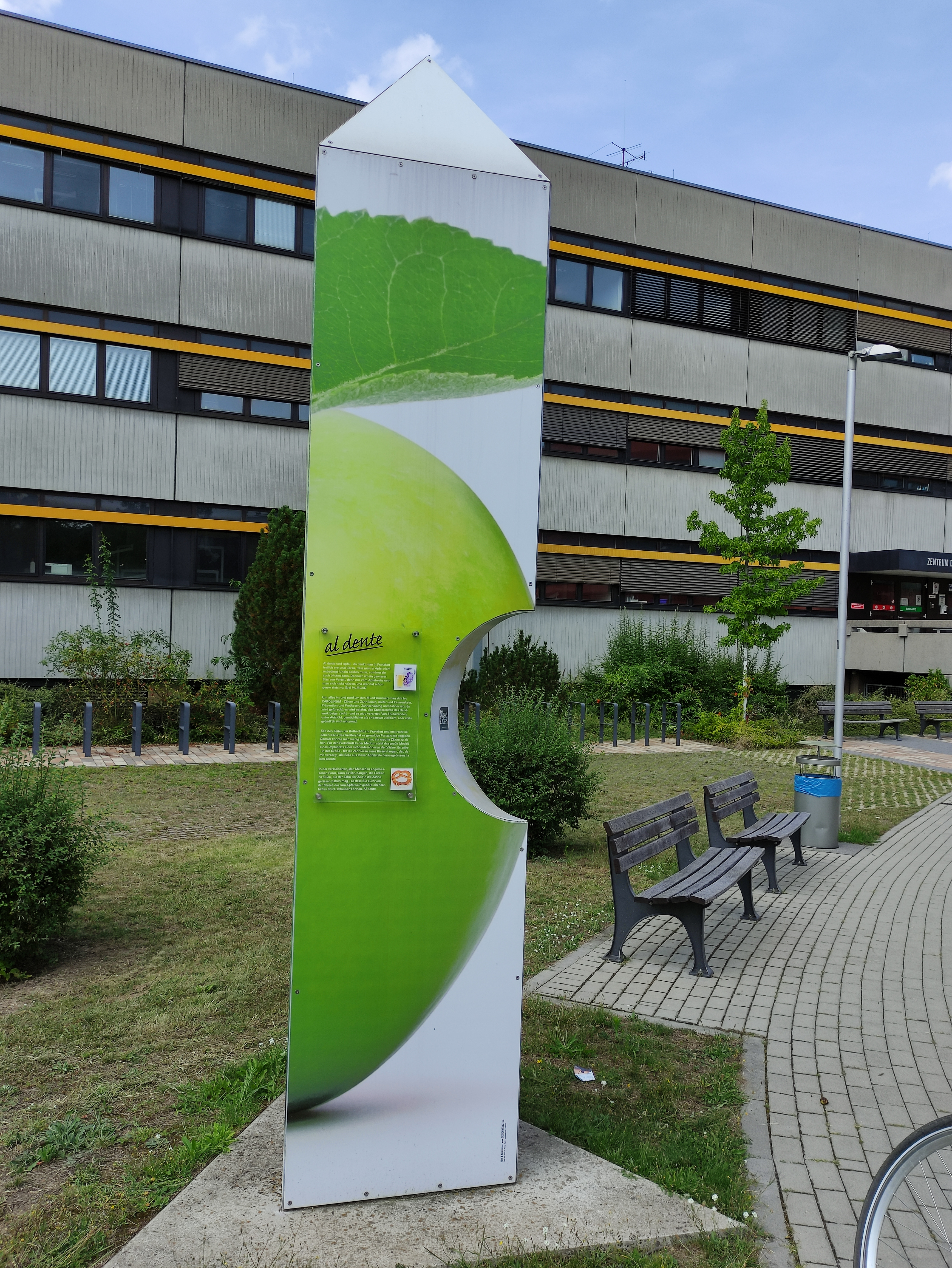
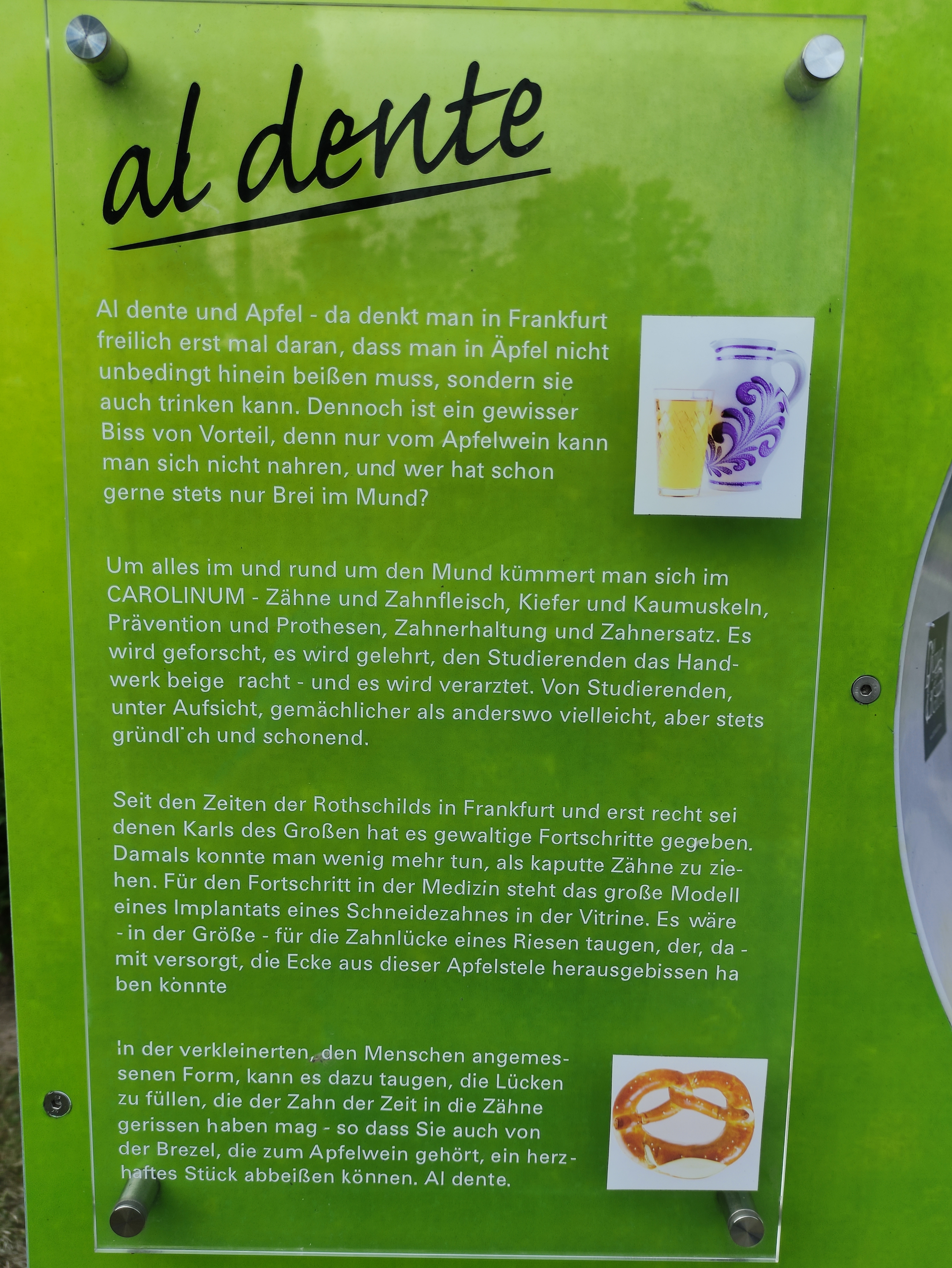